# Gerd Siegmund
Gerd Siegmund (* 7. Februar 1973 in Dresden) ist ein ehemaliger deutscher Skispringer.

## Werdegang
1983 feierte Siegmund sein Debüt als Skispringer. Sein erster Klub war Dynamo Sebnitz, wo er das Skispringen erlernte. Anschließend besuchte er die Kinder- und Jugendsportschule in Klingenthal, wo er dem SC Dynamo Klingenthal angehörte. Nach seinem Schulabschluss wurde er Sportsoldat der Bundeswehr und trainierte nach der Wende weiter in Oberhof. Insgesamt absolvierte er während seiner aktiven Karriere 133 Weltcupspringen. Seinen größten Erfolg im Weltcup konnte er 1994 im kanadischen Thunder Bay feiern. Hier gelang ihm der erste und einzige Weltcupsieg seiner Karriere. Die Teilnahme an den Olympischen Winterspielen 1994 in Lillehammer war ein besonderer Höhepunkt in der Karriere des Dresdners. Im Einzelwettbewerb von der Normalschanze erreichte er einen 11. Platz. In dem Team, das die Goldmedaille im Teamwettbewerb erringen konnte, war er jedoch nicht aufgestellt.
Ein Jahr später, 1995, nahm er an der Nordischen Skiweltmeisterschaft in Thunder Bay teil. Zusammen mit Jens Weißflog, Hansjörg Jäkle und Dieter Thoma gewann er die Silbermedaille im Teamwettbewerb. Im Einzelwettbewerb von der Großschanze konnte er außerdem einen 10. Platz erreichen. Es folgten einige weitere Jahre im Weltcup mit Höhen und Tiefen. 1998 musste Siegmund eine herbe Enttäuschung hinnehmen. Trotz der geschafften Qualifikationsnorm wurde er nicht zu den Olympischen Spielen in Nagano mitgenommen. Zwei Jahre später beendete er endgültig seine Karriere, nachdem er zuvor mit Knieproblemen zu kämpfen hatte.
Nach dem Ende seiner aktiven Karriere arbeitete Siegmund als Skisprung-Experte für die ARD. Nach dem Ende des Engagements wechselte Siegmund wenig später zum Fernsehsender Eurosport. Hier stand er dem Kommentator Dirk Thiele bis 2016 als Fachmann bei Skisprungübertragungen zur Seite.
Daneben war er als Sportmanager von Richard Freitag und Andreas Wank aktiv und übte diese Funktion auch bei Michael Uhrmann, Stephan Hocke und Jörg Ritzerfeld aus. Auch wirkt er bei der Organisation von Weltcupspringen in Deutschland mit. So hatte er beispielsweise im Februar 2007 großen Anteil am guten Gelingen des Weltcups in Klingenthal, welcher als Ersatz für die schneelose Weltcupstation Harrachov fungierte. In Klingenthal bekleidet er mittlerweile das Amt des Marketingchefs.
Seit der Saison 2009/2010 berichtet er außerdem zusammen mit Dirk Thiele in privater Initiative in einem regelmäßigen Videoblog bei YouTube vom Skisprung-Weltcup der Herren. Unter dem Namen skisprungtv werden Hintergrundinformationen und Interviews mit Athleten, Trainern und Offiziellen angeboten. Seit 2016 moderiert er mit Dirk Thiele den AVIA Skisprungtalk auf den Internet-Kanälen  Facebook und Youtube.
Am 19. September 2015 wurde Gerd Siegmund vom X. Verbandstag des Thüringer Skiverbandes e. V. einstimmig zu dessen Präsidenten gewählt, nur ein Jahr später trat er jedoch wieder zurück.
Seit der Wintersaison 2017/2018 arbeitet Gerd Siegmund als Fachberater Skispringen beim ZDF.

## Erfolge

### Weltcupsiege im Einzel
| Nr. | Datum         | Ort         | Typ           |
| --- | ------------- | ----------- | ------------- |
| 1.  | 26. März 1994 | Thunder Bay | Normalschanze |

### Weltcupsiege im Team
| Nr. | Datum         | Ort         | Typ         |
| --- | ------------- | ----------- | ----------- |
| 1.  | 25. März 1994 | Thunder Bay | Großschanze |

### Continental-Cup-Siege im Einzel
| Nr. | Datum            | Ort       | Typ           |
| --- | ---------------- | --------- | ------------- |
| 1.  | 28. Februar 1999 | Schönwald | Normalschanze |

## Statistik

### Weltcup-Platzierungen
| Saison  | Platz | Punkte |
| ------- | ----- | ------ |
| 1992/93 | 59.   | 001    |
| 1993/94 | 13.   | 326    |
| 1994/95 | 22.   | 200    |
| 1995/96 | 34.   | 150    |
| 1996/97 | 88.   | 008    |
| 1997/98 | 45.   | 056    |
| 1998/99 | 41.   | 089    |
| 1999/00 | 34.   | 114    |